# Антонюк, Анатолий Евдокимович
Анатолий Евдокимович Антонюк (укр. Анато́лій Євдоки́мович Антоню́к; род. 6 декабря 1934, г. Славута, Каменец-Подольской области УССР) — украинский и советский инженер-строитель, кандидат технических наук (1970), лауреат Государственной премии Украины в области архитектуры (1999). Заслуженный строитель Украины.

## Биография
После окончания в 1957 году факультета промышленного и гражданского строительства Киевского инженерно-строительного института, работал на строительстве в г. Жёлтые Воды Днепропетровской области (1957—1958), в 1958—1966 — в проектном институте «Укрводоканалпроект» (ст. инженером-конструктором, начальником отдела новой техники, рационализации, изобретательства), где принимал участие в проектировании инженерных сооружений на предприятиях металлургической, химической, горнодобывающей промышленности, как на Украине, так и за её пределами.
В 1966—1971 годах занимал должность руководителя отдела внедрения новой техники, рационализации и технической информации Министерства сельского строительства УССР; в 1971—1983 — в институте УкрДИПРОграждансельстроя: начальником отдела, главным инженером (с 1976); главным инженером-консультантом Государственного проектного института Монгольской Народной Республики (1963—1965, 1971—1972), 
В 1969 г. заочно окончил аспирантуру при Киевском инженерно-строительном институте. В 1970 году защитил кандидатскую диссертацию на тему: «Влияние конструкций фундаментов на сейсмостойкость зданий». Участник разработки конструктивных решений в проектах реставрации памятников архитектуры:
- в Киеве — здания Национальной оперы Украины и Национального дворца искусств «Украина», церкви Николы Набережного, Притиско-Никольской церкви, собора Успения Пресвятой Богородицы Киево-Печерской лавры, комплекса бывшего греческого монастыря на Контрактовой площади;
- в Каневе — Георгиевского собора и Успенской церкви;
- в Москве — Культурного центра Украины
- в Севастополе — Владимирского собора и др.

с 1983 по 2010 г.г. - директор  проектного института «УкрНИИпроектреставрация» Госстроя Украины.
В 1992 году был советником генерального директора Международного центра по обобщению и распространению опыта реставрационных работ при ЮНЕСКО (Рим).
С 2013 года  по настоящее время  работает в Национальном Киево-Печерском историко-культурном заповеднике.
С 2016 года является Национальным координатором  ICCROM  Украины (Международный исследовательский центр по сохранению и реставрации культурных ценностей) 
Имеет 55 печатных работы, 4 авторских свидетельства на изобретения.

## Избранные публикации
- Ограждающие конструкции сельских гражданских зданий // СиА. 1976. № 6;
- Инженерный анализ — основа реконструкции // Там же. 1987. № 10;
- Натурные испытания фундаментов из буро-инъекционных свай в слабых грунтах при реставрации памятников архитектуры // Будівельник. 1988. Вип. 21;
- Сопротивление просадочных грунтов для расчета буро-инъекционных свай // Основания и фундаменты: Респ. межведом. сб. 1990. Вып. 23.

## Награды
- Орден «За заслуги» (Украина) І степени
- Орден «За заслуги» (Украина) ІІ степени
- Орден «За заслуги» (Украина) ІІI степени
- Государственная премия Украины в области архитектуры (1999)
- Заслуженный строитель Украины.